# Apa (település)
Apa (románul: Apa) falu Romániában, Szatmár megye délkeleti részén, Szinérváraljától északnyugatra a Szamos mellett.

## Története
Apa és környéke ősidők óta lakott hely, határában kő- és bronzkori leleteket találtak. A község neve már a 13. században feltűnik az oklevelekben. Nevét az Apa nemzetségtől vette, melyet 1298-ban birtokosaként említenek. Később a meggyesi uradalomhoz tartozott.
1414-ben Miklós és János, a meggyesi bán fiai vannak említve. 1492-ben iktatták be itt Meggyesaljai Mórocz Istvánt és feleségét, Margitot. A család kihalta után a Báthoryaké lett, és a szinéri uradalomhoz csatolták. 1629-ben Ruszkai Kornis Zsigmond is részbirtokosa. 1638-ban a Zúgó-patak és Hó-patak között lévő Ligeterdőn perlekedtek a szinérváraljaiakkal.
Apa a meggyesi vár közelsége miatt töröktől, tatártól sokat szenvedett. Az 1717. évi tatárdúláskor az egész községet felégették, és Nyeregjártó Mihály városi tanácsost is megölték.
A 13. század végétől a Wesselényi, báró Vécsey, Boros, Gáspár, Katona, Daróczi, Szent-Ivány, Gabányi családoknak volt benne nagyobb birtokuk. Az 1900-as évek elején legnagyobb birtokosa Berenczei Kováts Gyula és Szent-Ivány Gyula volt.
Lakosainak száma a 2002-es népszámlálás adatai szerint: 2887 fő, ebből magyar 408, román 2049, német 2, roma 428 fő.

## Nevezetességek
- Református templom – 1640?-ben épült.
- Görögkatolikus templom – 1870 körül épült.

## Híres emberek
- Itt született 1852. január 21-én Vasile Lucaciu görögkatolikus pap, az 1892. évi memorandum egyik aláírója.
- Itt született  1856 november 29-én Katona Klementin szépirodalmi írónő és műfordító.
- Itt született 1947. március 1-jén Sallay Károly tanár, iskolaigazgató, biológiai szakíró és előadó.